# Стопа

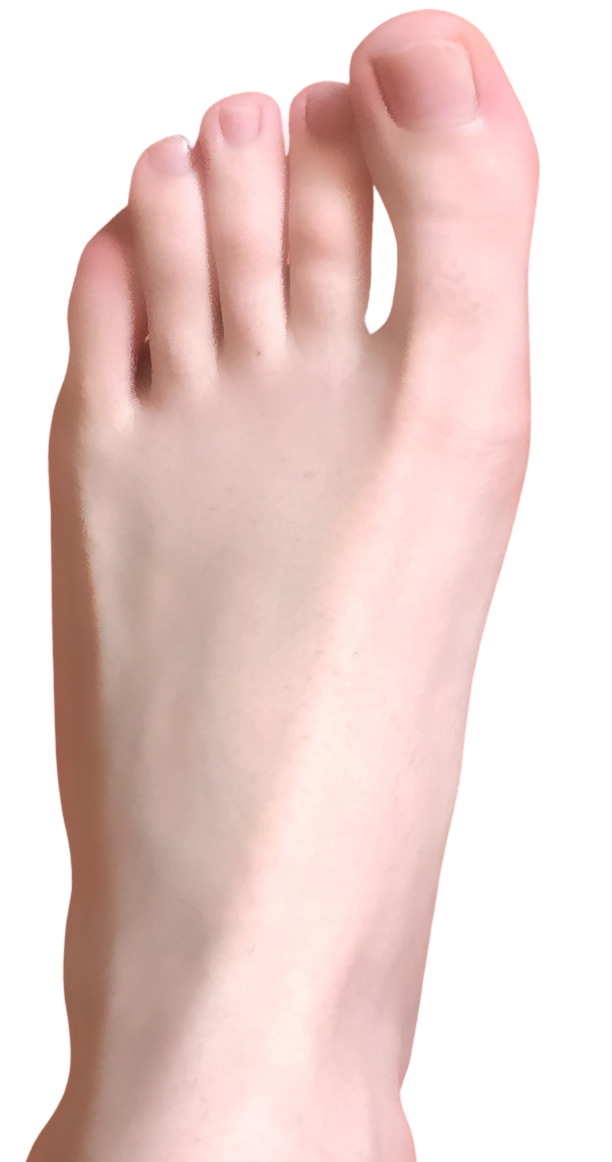
Стопа

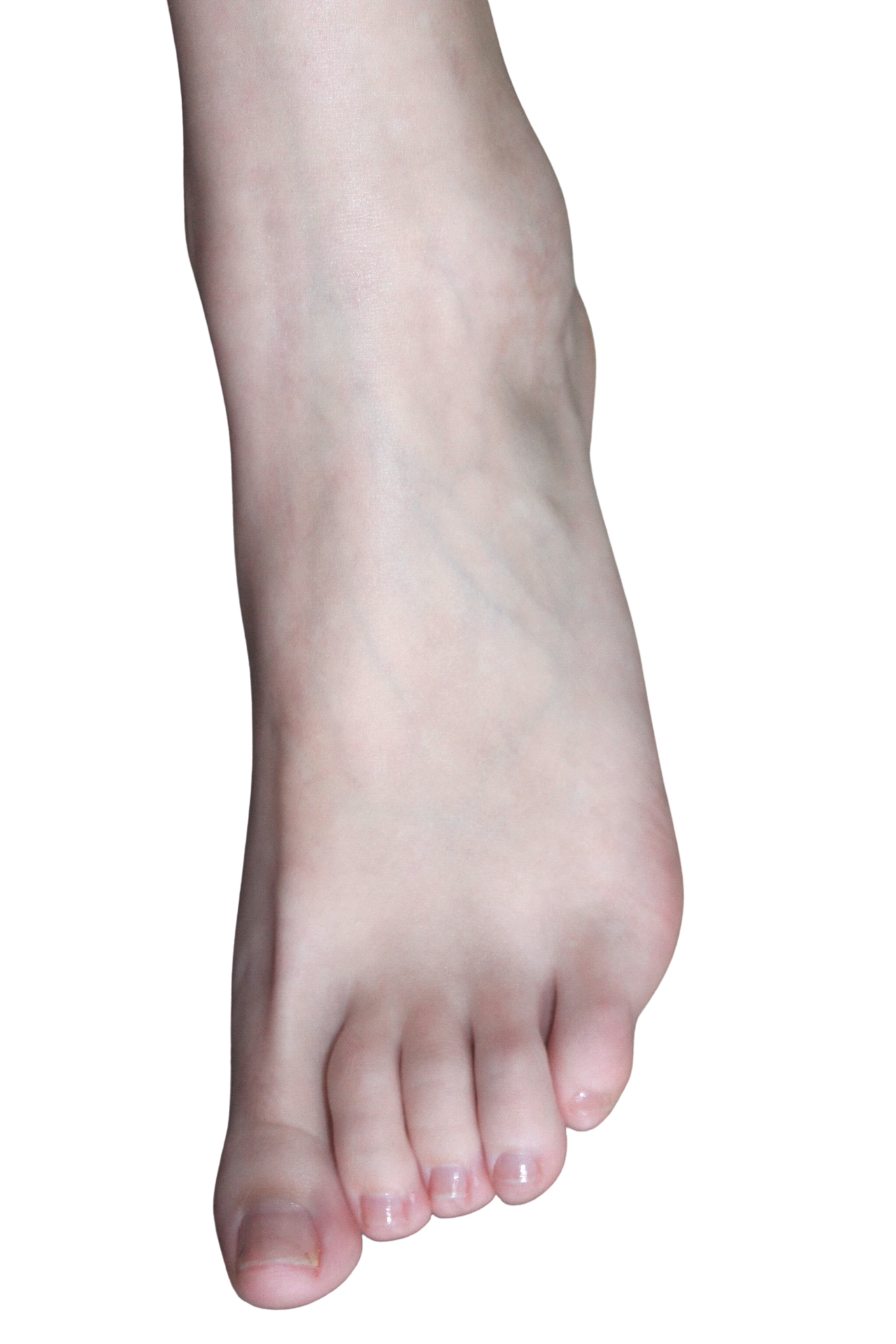
Стопа. Єгипетський тип, найдовший великий палець

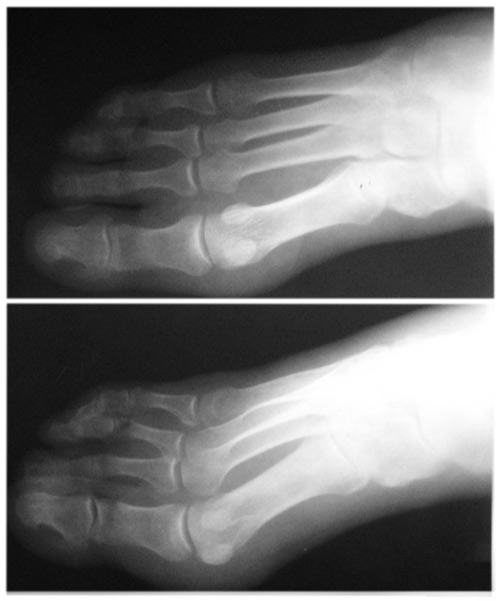
Рентгенівський знімок аномальної ступні — відсутній 5-й палець

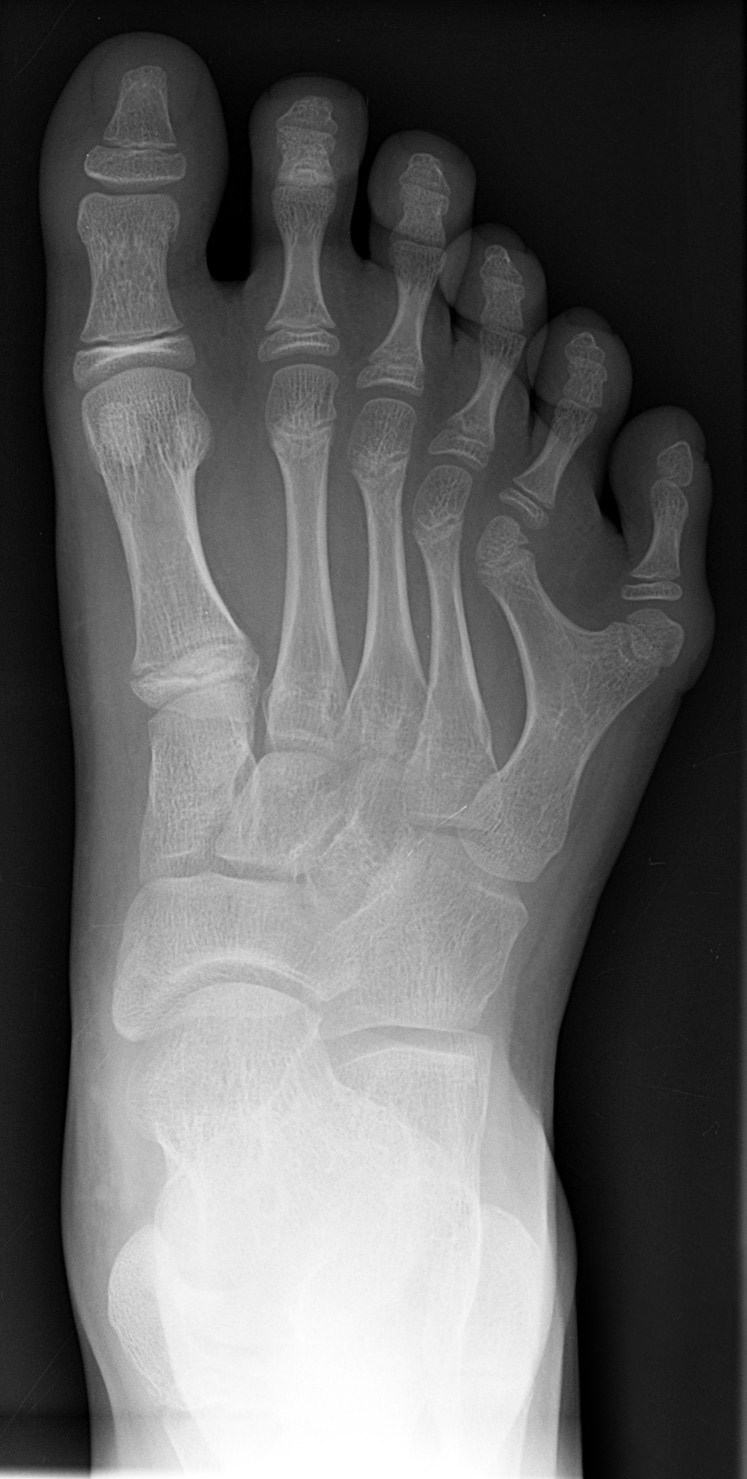
Полідактилія-вроджена вада, наявний зайвий VI палець. (Рентгенівський знімок у хлопця, 10 років)

Стопа́, ступня́ (лат. pes) — дистальний відділ кінцівки стопоходячих чотириногих, плоске склепіння, що безпосередньо стикається з поверхнею землі та слугує опорою при стоянні та пересуванні.
Стопа людини є найнижчим відділом нижньої кінцівки. Частина стопи, яка безпосередньо дотикається землі називається  підошвою. Стопа має три точки кісткової опори, дві розташовуються в передньому відділі стопи й одна в задньому. Задній відділ називають п'яткою; передній, котрий включає п'ять пальців — миско́м. Крайні пальці стопи (I і V) називаються за аналогією з пальцями рук; внутрішній, найтовстіший палець — великий палець, найтонший короткий — мізинець. Кінці пальців стопи зверху покриті нігтями, які являють собою захисні рогові пластини, а знизу мають м'які подушечки. Пальці ніг розташовуються паралельно один одному і мають меншу рухливість ніж пальці рук.
Пальці ніг включають фаланги кістяка стопи. Кістки стопи протягаються від кінчиків пальців до п'яти, з'єднуючись в тілі стопи. Плесневі кістки і фаланги схожі на п'ясті і фаланги руки, але менш розвинуті через їхню меншу рухливість. При ходьбі першою з поверхнею стикається п'ята, потім бічний край стопи, подушечки підошви та великий палець.
За довжиною пальців у людей розрізняють три типи стопи:
- Грецький тип. Великий і третій палець поступаються по довжині другому, за ними за зменшенням йдуть четвертий і мізинець.
- Єгипетський тип. Найдовшим є великий палець, далі за зменшенням йдуть другий, третій, четвертий, мізинець.
- Прямокутний тип. Усі пальці приблизно однакової довжини. Великий палець дорівнює другому, наступні зменшуються так: третій, четвертий, мізинець.

У більшості культур поза приміщенням (включно з європейською і японською) заведено покривати стопи взуттям, в основному, з метою запобігання випадковому пораненню стопи. Існують розбіжності в правилах носіння взуття в приміщенні. У країнах Європи, Канади і Нової Зеландії заведено роззуватися при вході в будинок; у більшості будинків США такого правила не існує. У Японії традиція знімати взуття при вході в приміщення настільки поширена, що підлогове покриття спеціально роблять м'яким, не пристосовуючи його для ходіння у взутті.
У деяких культурах демонстрація босих ніг вважається непристойною та навіть образливою. Наприклад, в арабському світі та  Таїланді неприкриті стопи є ознакою бідності або нетрадиційних релігійних переконань.
Галузь медицини, яка вивчає будову та лікування людських стоп називається подологією (англ. podiatry).

## Анатомія стопи

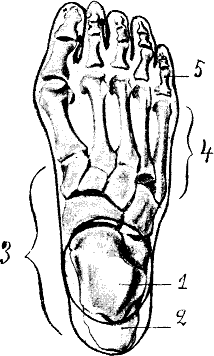
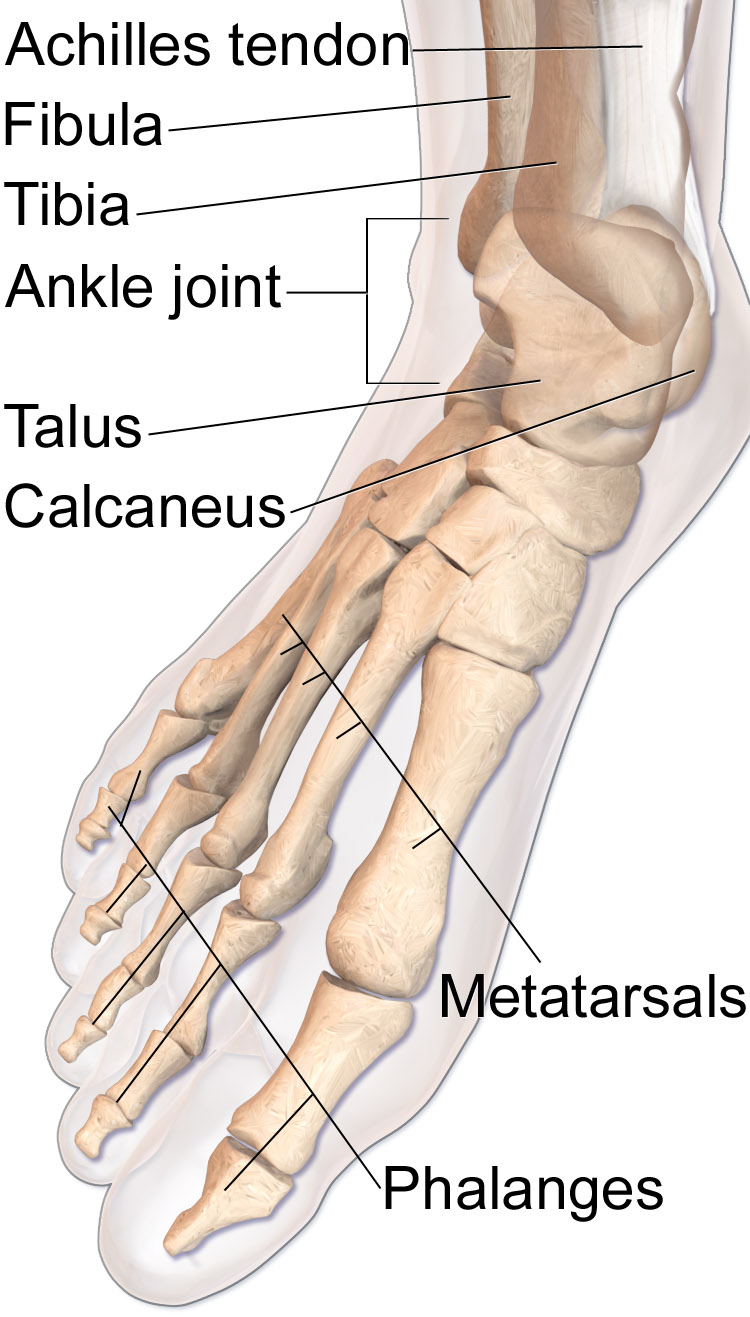

Кістки стопи людини включають 26 кісток і утворюють три відділи:
- Заплесно (лат. tarsus) — 7 кісток проксимального відділу стопи, які з'єднуються з кістками плесна.
  - Надп'яткова (таранна) (лат. talus);
  - П'яткова (лат. calcaneus);
  - Човноподібна (лат. os naviculare);
  - Бічна клиноподібна (лат. os cuneiforme lateralis);
  - Проміжна (латеральна) клиноподібна (лат. os cuneiforme intermedium);
  - Присередня клиноподібна (лат. os cuneiforme medialis);
  - Кубоподібна (лат. os cuboideum);
- Плесно (лат. metatarsale) — 5 коротких трубчастих кісток стопи, розташованих між заплесном і фалангами пальців.
- Фаланги (лат. phalanx) — 14 коротких трубчастих кісток, що складають сегменти пальців стопи. Дві фаланги утворюють великий палець, інші пальці складаються з трьох фаланг.

Суглоби стопи
- Надп'ятково-п'ятковий (лат. articulatio talocalcanea);
- Надп'ятково-п'ятково-човноподібний (лат. articulatio talocalcaneonavicularis);
- П'ятково-кубоподібний (лат. articulatio calcaneocuboidea);
- Поперечний суглоб заплесна (лат. articulatio tarsi transversa);
- Заплесно-плеснові суглоби (лат. articulationes tarsometatarseae);
- Плесно-фалангові суглоби (лат. articulationes metatarsophalangeae);
- Міжфалангові суглоби стопи (лат. articulationes interphalangeae).

М'язи тилу стопи
- Короткий м'яз-розгинач пальців (лат. extensor digitorum brevis) — розгинає плесно-фалангові суглоби II—IV пальців і тягне їх назовні.
- Короткий м'яз-розгинач великого пальця (лат. extensor hallucis brevis) — розгинає великий палець і тягне його назовні.

М'язи підошви стопи
- Відвідний м'яз мізинця (лат. abductor digiti minimi) — відводить і згинає V палець.
- Короткий м'яз-згинач пальців (лат. flexor digitorum brevis) — згинає пальці.
- Відвідний м'яз великого пальця (лат. abductor hallucis) — згинає і відводить великий палець, зміцнює медіальну частину зводу стопи.
- Короткий м'яз-згинач великого пальця (лат. flexor hallucis brevis) — згинає великий палець.
- Червоподібні (лат. lumbricales) — згинають проксимальні фаланги пальців і тягнуть їх убік великого пальця.
- Короткий м'яз-згинач мізинця (лат. flexor digiti minimi brevis) — згинає мізинець, відводить його убік і зміцнює подовжній звід стопи.

М'язи між плесновими кістками
- Тильні міжкісткові м'язи (лат. interossei dorsales) — згинають проксимальні, незначно розгинають середні та дистальні фаланги II—IV пальців, відводять II палець в обидва боки, III та IV убік мізинця, зміцнюють звід стопи.

Усього в тілі людини нараховується 206 кісток, 52 кістки розташовуються в стопах, що становить четверту частину від усіх кісток тіла.